# Смігель (гміна)
Гміна Смігель (пол. Gmina Śmigiel) — місько-сільська гміна у північно-західній Польщі. Належить до Косцянського повіту Великопольського воєводства.
Станом на 31 грудня 2011 у гміні проживало 17647 осіб.

## Територія
Згідно з даними за 2007 рік площа гміни становила 189.89 км², у тому числі:
- орні землі: 76.00%
- ліси: 14.00%

Таким чином, площа гміни становить 26.28% площі повіту.

## Населення
Станом на 31 грудня 2011:
| Опис     | Загалом | Загалом | Чоловіки | Чоловіки | Жінки | Жінки |
| -------- | ------- | ------- | -------- | -------- | ----- | ----- |
| одиниця  | осіб    | %       | осіб     | %        | осіб  | %     |
| все      | 17647   | 100     | 8771     | 49.70    | 8876  | 50.30 |
| міське   | 5619    | 100     | 2764     | 49.19    | 2855  | 50.81 |
| сільське | 12028   | 100     | 6007     | 49.94    | 6021  | 50.06 |

## Сусідні гміни
Гміна Смігель межує з такими гмінами: Веліхово, Влошаковіце, Каменець, Косцян, Кшивінь, Ліпно, Осечна, Пшемент.